# Sestra punctilinearia
Sestra punctilinearia là một loài bướm đêm trong họ Geometridae.